# جاستن لورانس
جاستن لورانس (بالإنجليزية: Justin Lawrence) هو لاعب كاراتيه أمريكي، ولد في 15 مايو 1990 في Pacific, Missouri ‏ في الولايات المتحدة.

## وصلات خارجية
- جاستن لورانس على موقع يو إف سي (الإنجليزية)
- جاستن لورانس على موقع بيلاتور (الإنجليزية)
- جاستن لورانس على موقع شيردوغ (الإنجليزية)
- جاستن لورانس على موقع IMDb (الإنجليزية)
- جاستن لورانس على موقع قاعدة بيانات الفيلم (الإنجليزية)